# Les X-Wings
Les X-Wings (titre original : X-wing) est une série littéraire écrite par les romanciers américains Michael A. Stackpole et Aaron Allston, se plaçant dans l'univers étendu de Star Wars et racontant l'histoire de l'Escadron Rogue (Vol. 1 à 4, 8 à 9) et de l'Escadron Spectre (Vol. 5 à 7), deux escadrons de la Nouvelle République, en lutte contre les forces impériales : Ysanne Isard, Zsinj...
Ce cycle est composé de dix romans. Les neuf premiers sont publiés en France par les éditions Fleuve noir.

## Résumé
Le Commandement Impérial supervise la guerre depuis Coruscant. Pour mettre leurs ennemis à genoux, les Rebelles veulent investir le Palais Impérial. Wedge Antilles et ses pilotes sont chargés de s'infiltrer sur la planète pour recueillir des informations vitales. Tout prisonnier est un homme mort, ou pire, un esclave sous le joug d'Ysanne Isard, dite Cœur de Glace, qui a tout d'un nouvel Empereur, excepté le titre. Un pilote de l'Escadron Rogue est déjà sa marionnette. Félon dissimulé derrière un masque d'innocence, il se prépare à trahir ses camarades et la Rébellion.
Sur Coruscant, la Nouvelle République se félicite de sa nouvelle conquête. De plus, le procès de Tycho Celchu, espion de l'Empire, se prépare, pour haute trahison et le meurtre de Corran Horn lors de la conquête de la planète-ville. Mais Horn n'est pas mort. Emprisonné dans la prison secrète d'Ysanne Isard, Lusenkya, avec entre autres le général Dodonna, il tente de trouver une échappatoire de ce lieu dont personne n'est jamais repartit vivant.
Le super-destroyer Lusenkya quitte Corusçant, et Ysanne Isard est désignée à la tête du gouvernement de Typherria, la planète productrice du bacta, ce fluide précieux qui peut soigner presque tous les maux. La désignation étant tout à fait légale, et de nombreuses autres planètes ayant d'anciens impériaux dans leurs rangs, la Nouvelle République ne veut pas intervenir, surtout quand un terrible virus frappe tous les non-humains, demandant des quantités importantes de bacta pour être soigné, alors qu'Isard distribue ses stocks au compte-goutte, faisant monter les prix. L'escadron Rogue, Corran Horn et Wedge Antilles à sa tête, ne peut le supporter et démissionne pour combattre Isard, se servant pour cela des millions de crédits qui devaient faire tomber Tycho Celchu pour espionnage. Mais les forces rebelles sont lourdement désavantagées, avec un seul escadron de pilotes d'ailes X, sans vaisseau, contre pas moins de 4 destroyers stellaires, dont le Lusenkya lui-même.

## Personnages

### Nouvelle République
| Nom et prénom | Race   | Sexe    | Planète d'origine | Fonction                                                        |
| ------------- | ------ | ------- | ----------------- | --------------------------------------------------------------- |
| Leia Organa   | Humain | Femelle | Alderaan          | Membre du Conseil Provisoire                                    |
| Mon Mothma    | Humain | Femelle | Chandrila         | Présidente de la Nouvelle République                            |
| Airen Cracken | Humain | Mâle    | Contruum          | Général, directeur des Renseignements de la Nouvelle République |
| Iella Wessiri | Humain | Femelle | Corellia          | Agent des Renseignements de la Nouvelle République              |

#### Flotte de la Nouvelle République
| Nom et prénom | Grade      | Race         | Sexe | Planète d'origine | Fonction                                                                         |
| ------------- | ---------- | ------------ | ---- | ----------------- | -------------------------------------------------------------------------------- |
| Ackbar        | Amiral     | Mon Calamari | Mâle | Dac               | Commandant des forces armées de la Nouvelle République                           |
| Afyon         | Capitaine  | Humain       | Mâle |                   | Commandant de la Corvette Corellienne Eridain                                    |
| Deegan        | Lieutenant | Humain       | Mâle | Corellia          | Pilote, Postulant pour l'Escadron Rogue (An 6)                                   |
| Filla         | Lieutenant |              |      |                   |                                                                                  |
| Laryn Kre'Fey | Général    | Bothan       | Mâle | Bothawui          | Responsable de la flotte de la Nouvelle République à la 1re Bataille de Borleias |
| Judder Page   | Lieutenant | Humain       | Mâle |                   | Commando, Responsable d'un groupe de commandos                                   |
| Ragab         | Amiral     |              | Mâle |                   | Destroyer Stellaire Impérial Émancipateur                                        |
| Horton Salm   | Général    | Humain       | Mâle | Norvall III       | Responsable du centre de formation des chasseurs stellaires de Folor             |

##### Escadron Rogue
| Nom et prénom     | Grade      | Race        | Sexe    | Planète d'origine | Fonction                                 |              |
| ----------------- | ---------- | ----------- | ------- | ----------------- | ---------------------------------------- | ------------ |
| Wedge Antilles    | Commandant | Humain      | Mâle    | Corellia          | Commandant de l'Escadron Rogue           | Rogue Leader |
| Tycho Celchu      | Capitaine  | Humain      | Mâle    | Alderaan          | Commandant en second de l'Escadron Rogue | Rogue Zéro   |
| Pash Cracken      | Lieutenant | Humain      | Mâle    | Contruum          | Pilote de l'Escadron Rogue               | Rouge Quatre |
| Gavin Darklighter | Officier   | Humain      | Mâle    | Tatooine          | Pilote de l'Escadron Rogue               | Rogue Cinq   |
| Erisi Dlarit      | Officier   | Humaine     | Femelle | Thyferra          | Pilote de l'Escadron Rogue               | Rogue Huit   |
| Lujayne Forge     | Officier   | Humaine     | Femelle | Kessel            | Pilote de l'Escadron Rogue               | Rogue Onze   |
| Corran Horn       | Lieutenant | Humain      | Mâle    | Corellia          | Pilote de l'Escadron Rogue               | Rogue Neuf   |
| Andoorni Hui      | Officier   | Rodien      | Femelle | Rodia             | Pilote de l'Escadron Rogue               | Rogue Douze  |
| Rhysati Inr       | Officier   | Humaine     | Femelle | Bespin            | Pilote de l'Escadron Rogue               | Rogue Sept   |
| Bror Jace         | Officier   | Humaine     | Mâle    | Thyferra          | Pilote de l'Escadron Rogue               | Rogue Quatre |
| Aril Nunb         | Capitaine  | Sullustéen  | Femelle | Sullust           | Pilote de l'Escadron Rogue               | Rouge Douze  |
| Ooryl Qrygg       | Officier   | Gand        | Mâle    | Gand              | Pilote de l'Escadron Rogue               | Rogue Dix    |
| Riv Shiel         | Officier   | Shistavanen | Mâle    | Uvena III         | Pilote de l'Escadron Rogue               | Rogue Six    |
| Nawara Ven        | Officier   | Twi'lek     | Mâle    | Ryloth            | Pilote de l'Escadron Rogue               | Rogue Trois  |
| Peshk Vri'sir     | Officier   | Bothan      | Mâle    | Bothawui          | Pilote de l'Escadron Rogue               | Rogue Deux   |
| Zraii             |            | Verpine     | Mâle    | Roche G42         | Mécanicien de l'Escadron Rogue           |              |

### Empire Galactique

#### Flotte de l'Empire Galactique
| Nom et prénom  | Grade      | Race   | Sexe    | Planète d'origine | Fonction                                                                   |
| -------------- | ---------- | ------ | ------- | ----------------- | -------------------------------------------------------------------------- |
| Evir Derricote | Général    | Humain | Mâle    |                   | Commandant de la base de Borleias                                          |
| Devlia         | Amiral     | Humain | Mâle    |                   | Commandant de la base du Système de Chorax                                 |
| Harm           |            | Humain | Mâle    |                   | Membre des forces de défense de la base de Borleias                        |
| Uwlla Iillor   | Capitaine  | Humain | Femelle |                   | Capitaine du Croiseur Interdicteur Vipère Noire                            |
| Potin          | Lieutenant | Humain | Mâle    |                   | Membre d'équipage du Croiseur Interdicteur Vipère Noire, Pilote de Navette |
| Rojhan         | Capitaine  | Humain | Mâle    |                   | Capitaine du Croiseur léger de classe Carrack Expéditif                    |

##### Renseignements Impériaux
| Nom et prénom | Grade      | Race   | Sexe    | Planète d'origine | Fonction                      |
| ------------- | ---------- | ------ | ------- | ----------------- | ----------------------------- |
| Ysanne Isard  | Directrice | Humain | Femelle | Coruscant         | Directrice des Renseignements |
| Kirtan Loor   | Agent      | Humain | Mâle    |                   | Agent des Renseignements      |

### Contrebandiers
| Nom et prénom | Race       | Sexe    | Planète d'origine | Fonction               | Vaisseau                                       |
| ------------- | ---------- | ------- | ----------------- | ---------------------- | ---------------------------------------------- |
| Liat Stayv    | Sullustéen | Mâle    | Sullust           | Second de Mirax Terrik |                                                |
| Mirax Terrik  | Humain     | Femelle | Corellia          | Capitaine du Pulsar    | Yacht Stellaire modifié de classe Baudo Pulsar |

## Chronologie
1. L'Escadron Rogue (Rogue Squadron) - 6 ap. BY
2. Le Jeu de la mort (Wedge's Gamble) - 6 ap. BY
3. Un piège nommé Krytos (The Krytos Trap) - 7 ap. BY
4. La Guerre du Bacta (The Bacta War) - 7 ap. BY
5. L'Escadron Spectre (Wraith Squadron) - 7 ap. BY
6. Le Poing d'acier (Iron Fist) - 7 ap. BY
7. Aux commandes : Yan Solo ! (Solo Command) - 7 ap. BY
8. La Vengeance d'Isard (Isard's Revenge) - 9 ap.BY
9. Les Chasseurs stellaires d’Adumar (Starfighters of Adumar) - 14 ap. BY
10. Mercy Kill (non traduit) - 44 ap. BY

- Les X-Wings : Intégrale 1 (pas d'équivalent en langue originale) - 6 ap. BY
- Les X-Wings : Intégrale 2 (pas d'équivalent en langue originale) - 7 ap. BY

## L'Escadron Rogue
L'Escadron Rogue est écrit par Michael A. Stackpole. Il est publié sous son titre original, Rogue Squadron, aux États-Unis par Bantam Spectra le 1er janvier 1996,. Il est traduit en français par Rosalie Guillaume et publié par les éditions Fleuve noir le 21 avril 1999, avec alors 313 pages,.

## Le Jeu de la mort
Le Jeu de la mort est écrit par Michael A. Stackpole. Il est publié sous son titre original, Wedge's Gamble, aux États-Unis par Bantam Spectra le 2 mai 1996,. Il est traduit en français par Michèle Zachayus et publié par les éditions Fleuve noir le 21 avril 1999, avec alors 315 pages,.

## Un piège nommé Krytos
Un piège nommé Krytos est écrit par Michael A. Stackpole. Il est publié sous son titre original, The Krytos Trap, aux États-Unis par Bantam Spectra le 1er septembre 1996,. Il est traduit en français par Céline l'Official et publié par les éditions Fleuve noir le 26 mai 1999, avec alors 313 pages,.

## La Guerre du Bacta
La Guerre du Bacta est écrit par Michael A. Stackpole. Il est publié sous son titre original, The Bacta War, aux États-Unis par Bantam Spectra le 1er janvier 1997,. Il est traduit en français par Grégoire Dannereau et publié par les éditions Fleuve noir le 26 mai 1999, avec alors 317 pages,.

## L'Escadron Spectre
L'Escadron Spectre est écrit par Aaron Allston. Il est publié sous son titre original, Wraith Squadron, aux États-Unis par Bantam Spectra le 2 février 1998,. Il est traduit en français par Rosalie Guillaume et publié par les éditions Fleuve noir le 24 mars 2000, avec alors 315 pages,.

## Le Poing d'acier
Le Poing d'acier est écrit par Aaron Allston. Il est publié sous son titre original, Iron Fist, aux États-Unis par Bantam Spectra le 6 juillet 1998,. Il est traduit en français par Rosalie Guillaume et publié par les éditions Fleuve noir le 27 avril 2000, avec alors 318 pages,.

## Aux commandes: Yan Solo!
Aux commandes : Yan Solo ! est écrit par Aaron Allston. Il est publié sous son titre original, Solo Command, aux États-Unis par Bantam Spectra le 2 février 1999,. Il est traduit en français par Rosalie Guillaume et publié par les éditions Fleuve noir le 28 juin 2001, avec alors 316 pages,.

## La Vengeance d'Isard
La Vengeance d'Isard est écrit par Michael A. Stackpole. Il est publié sous son titre original, Isard's Revenge, aux États-Unis par Bantam Spectra le 13 avril 1999,. Il est traduit en français par Rosalie Guillaume et publié par les éditions Fleuve noir le 11 octobre 2001, avec alors 314 pages,.

## Les Chasseurs stellaires d'Adumar
Les Chasseurs stellaires d'Adumar est écrit par Aaron Allston. Il est publié sous son titre original, Starfighters of Adumar, aux États-Unis par Bantam Spectra le 3 août 1999,. Il est traduit en français par Rosalie Guillaume et publié par les éditions Fleuve noir le 27 février 2003, avec alors 282 pages,.

## Mercy Kill
Mercy Kill est écrit par Aaron Allston. Il est publié aux États-Unis mais n'est pas traduit. 